# Campionato sudamericano maschile di pallavolo 2013
Il campionato sudamericano maschile di pallavolo 2013 si è svolto dal 6 al 10 agosto 2013 a Cabo Frio, in Brasile. Al torneo hanno partecipato 5 squadre nazionali sudamericane e la vittoria finale è andata per la ventinovesima volta, la ventiquattresima consecutiva, al Brasile.

## Podio

### Campione
Formazione: 1 Bruno de Rezende, 4 Wallace de Souza, 5 Sidnei dos Santos, 6 Leandro Vissotto, 7 William Arjona, 8 Ricardo Lucarelli, 12 Luiz Fonteles, 13 Maurício de Souza, 16 Lucas Saatkamp, 18 Dante do Amaral, 19 Mário Pedreira, 22 Maurício Silva, CT: Bernardo de Rezende

### Secondo posto
Formazione: 1 Pablo Kukartsev, 3 Agustin Ramonda, 4 Martín Ramos, 5 Nicolás Uriarte, 9 Rodrigo Quiroga, 11 Sebastián Solé, 12 Federico Pereyra, 14 Pablo Crer, 15 Luciano De Cecco, 16 Alexis González, 17 Bruno Romanutti, 20 Pablo Bengolea, CT: Carlos Weber

### Terzo posto
Formazione: 2 Andres Piza, 3 Daniel Vanegas, 5 Faver Rivas, 6 Julian Churi, 8 Humberto Machacon, 9 Alexander Moreno, 10 Jose Polchlopek, 11 Carlos Mosquera, 12 Cristian Palacios, 13 Juan Camilo Ambuila, 14 Juan Pablo Diaz, 16 Jose Humberto Garcia, CT: Marcelo Gigante

## Classifica finale
| Classifica | Squadre   | Qualificazione                                      |
| ---------- | --------- | --------------------------------------------------- |
|            | Brasile   | Grand Champions Cup 2013 - Campionato mondiale 2014 |
|            | Argentina | Campionato mondiale 2014                            |
|            | Colombia  |                                                     |
| 4          | Cile      |                                                     |
| 5          | Paraguay  |                                                     |